# Aleksander Nauman
Aleksander Nauman (ur. 28 marca 1959) – polski polityk, lekarz, były wiceminister zdrowia i były szef Narodowego Fundusz Zdrowia. Zdaniem dziennikarzy śledczych w połowie lat 90. był zamieszany w tzw. aferę sprzętową.

## Życiorys
W 1984 ukończył warszawską Akademię Medyczna (specjalizacja: anestezjologia i intensywna terapia). Początkowo był zatrudniony w placówkach medycznych: w Wojewódzkim Szpitale Zespolonym w Warszawie i Instytucie Kardiologii i Intensywnej Opieki Pooperacyjnej. Od 1988 pracował w firmach działających w otoczeniu służby zdrowia. Najpierw w przedstawicielstwie firmy produkującej sprzęt diagnostyki medycznej Abbott Diagnostics w Polsce – OMC POLL, później w spółce zależnej tej firmy POLL Ltd. W 1992 został dyrektorem medycznym w przedstawicielstwie kalifornijskiej firmy Bird Products. Na początku tego okresu, jak wynika z doniesień prasowych, był też ponoć współwłaścicielem szwajcarskiej spółki BNT. W 1998 przeszedł do Towarzystwa Ubezpieczeń Compensa S.A., gdzie był dyrektorem Oddziału Regionalnego, a od 1999 dyrektorem Centralnego Biura Ubezpieczeń w Oddziale Krajowym.
W wyborach samorządowych w 1998 bezskutecznie ubiegał się o mandat radnego sejmiku mazowieckiego z ramienia Sojuszu Lewicy Demokratycznej. Jesienią 2001 został podsekretarzem stanu w Ministerstwie Zdrowia (zastępcą Mariusza Łapińskiego), odpowiedzialnym za m.in. politykę lekową, programy polityki zdrowotnej i ratownictwo medyczne. W styczniu 2003 zajął 6. miejsce na liście najbardziej wpływowych osób w polskiej służbie zdrowia opublikowanej przez „Puls Medycyny”.  Po dymisji Łapińskiego, w styczniu 2003, nowy minister zdrowia Marek Balicki domagał się jego dymisji. 1 kwietnia 2003 Nauman został prezesem Narodowego Funduszu Zdrowia. W reakcji na tę decyzję premiera Leszka Millera Balicki podał się do dymisji. Z posadą prezesa NFZ musiał się jednak rozstać po ogłoszeniu w maju 2003 przez gazetę „Rzeczpospolita” podejrzeń o korupcję w Ministerstwie Zdrowia (został odwołany 23 maja 2003). W czerwcu 2003 został wykluczony z SLD.
Po odejściu z NFZ, we wrześniu 2003 został ekspertem ds. handlu zagranicznego farmaceutykami w kontrolowanym przez skarb państwa Ciechu SA – największej polskiej firmie chemicznej (zrezygnował z tej funkcji 22 czerwca 2004).
W czerwcu 2004 „Rzeczpospolita” ujawniła dowody na udział Naumana w tzw. aferze sprzętowej, polegającej na wyłudzaniu od jednostek służby zdrowia pieniędzy za rzekomo podarowany sprzęt medyczny. W dobrej wierze dyrektorzy szpitali przyjmowali drogi sprzęt medyczny. Zobowiązania z tego tytułu sięgnęły 100 mln zł i ostatecznie zostały spłacone przez Skarb Państwa. Według „Rzeczypospolitej” Nauman od 1992 był współwłaścicielem spółki BNT, która uczestniczyła w procederze handlu sprzętem medycznym.